# Alfons de Tous
Alfons de Tous, president de la Generalitat de Catalunya en el període 1396 - 1413 en substitució de Miquel de Santjoan que es va absentar de Catalunya el 1396 per anar en una ambaixada pel rei i no va tornar a residir al principat.
Inicia la seva carrera a la seu de Tortosa, d'on va ser rector de l'església de Sant Mateu. Va estar al servei del papa Benet XIII d'Avinyó fent d'ambaixador seu a Castella. Ocupava el càrrec de rector de l'església de Santa Maria del Pi de Barcelona, quan fou nomenat diputat a Corts. Posteriorment, aconseguia una canongia a la Seu de Barcelona i va ser auditor de la Pia Almoina. En 1408 el rei Martí l'Humà el va proposar per ser el nou bisbe de Barcelona, però el Papa va nomenar Francesc de Blanes. Posteriorment, i per pressions del mateix rei, va accedir al bisbat d'Elna. En 1410, es traslladà a la Seu de Vic, on el 1417 disposà que totes les parròquies portessin un registre de baptismes.
Durant el Cisma d'Occident, es va alinear amb el Papa Benet XIII d'Avinyó fins al Concili de Constança, moment en el qual Ferran d'Antequera va retirar el seu suport a aquest candidat papal. Alfons de Tous va intentar convèncer Benet, sense èxit, perquè hi renunciés.
De la seva activitat en el càrrec de diputat eclesiàstic de la Diputació del General cal destacar que prengué part en el Parlament per tractar la successió de Martí l'Humà, de qui havia estat conseller. Una vegada coronat Ferran d'Antequera, presidí les Corts de Montblanc de 1414. Tant en aquestes corts com a les de Sant Cugat de 1419, va intentar influir, amb poc èxit, en el comportament del nou rei Trastàmara perquè seguís la línia d'actuació dels seus antecessors.
El 3 de desembre de 1400 Alfons de Tous va comprar el Palau de la Generalitat de Catalunya per 38.500 sous, donant-li el caràcter institucional de seu de la Generalitat i essent el primer president a habitar-lo.